# Arcane Legends
Arcane Legends è un MMO 3D fantasy per telefoni Android e iOS sviluppato da Spacetime Games.

## Modalità di gioco
La storia di Arcane Legends si svolge nel fantastico mondo di Arlor e Shuyal. Si può giocare scegliendo fra 3 classi differenti: warrior (guerriero), rogue (ladro) o sorcerer (mago). L'eroe è accompagnato da un animale (pet), e guadagna esperienza mano a mano che uccide i nemici o completa le quests (missioni).

## Classi

### Guerriero
La classe del guerriero è definita grazie alla forza, il che significa che l'eroe è in grado di assorbire i danni così come di infliggerli,ma decisamente in quantitá più esigue rispetto alle altre classi. Il dovere primario del guerriero è quello del tank. Hanno di gran lunga le migliori statistiche di armatura e salute del gioco. Un buon tank è sempre fondamentale in ogni mmorpg. Effettuano "pull" , ovvero guidano orde di nemici in un punto prestabilito denominato "kill point", generando "aggro" e mantenendelo in modo da ridurre al minimo i danni subiti dai ladri e dai maghi. I guerrieri appaiono come uomini muscolosi che non indossano nulla sul torso, e sono dei combattenti corpo a corpo.
Le loro skill sono prevalentemente ad area e possono lanciare ben tre buff diversi.
Per molto mal visti in pve, con gli ultimi aggiornamenti e gear progressions stanno tornando a farsi valere. Restano ottimi per quanto riguarda il pvp: non è raro trovare squadre con 3 tank.

### Ladro
La classe del ladro si basa nella destrezza. Il suo dovere primario è quello di uccidere i nemici. Si tratta di una classe veloce in grado di completare autonomamente dei dungeons. Le ladre appaiono come donne, e possono utilizzare sia dei pugnali che l'arco.
Dispongono di un danno elevato vicino a quello del mago,ma obiettivamente infliggono molto più danno avendo valori di critico spaventosi. Attaccando a ripetizione sono costretti a un uso ingente di pozioni mana.
Le loro skill sono veloci, potenti e in grado di infliggere debuff ai nemici. L'unico contro è il minore numero di target che possono colpire.
Per questo sono ottimi nei dungeon élite dove spesso bisogna eliminare immediatamente mob pericolosi.  Un alto tasso di schiavata inoltre permette al ladro di sopravvivere ,aiutato anche da salute e armatura migliori di quelle del mago.
Classe competitiva sia in pve che pvp.

### Mago
La classe del mago si basa nell'intelligenza e il suo dovere primario è di impossibilitare i nemici tramite stordimento, congelamento o immobilizzazione, rendendo il lavoro del ladro più semplice. Sono delle creature blu piccole, dotate di un'enorme quantità di mana e la loro statistica danno è la più alta tra le tre classi.
Le loro skill di attacco sono complete : dispongono di 3 skill ad area di cui 2 con damage over time e di un single target potente. Oltre ai già citati effetti negativi che i loro incantesimi infliggono.
Per far fronte alle loro scarse difese possono lanciare uno scudo magico, che riduce il danno subito e li rende invulnerabili per 2 secondi.
Sono chiamati "i re delle tombe" in quanto molto efficienti nell'affrontare orde consistenti di mob, anche in solo.
Classe perfetta per chi ama farmare locked crate e avere controllo sul campo di battaglia.
In pvp sono fondamentali per la loro magia curativa che rigenera anche il mana degli alleati (in pvp non si possono usare pozioni).